# Condado de Randall
El condado de Randall es uno de los 254 condados del estado estadounidense de Texas. La sede del condado es Canyon, al igual que su mayor ciudad. El condado tiene un área de 2.389 km² (de los cuales 21 km² están cubiertos por agua) y una población de 104.312 habitantes, para una densidad de población de 44 hab/km² (según censo nacional de 2000). Este condado fue fundado en 1876.

## Demografía
Según el censo de 2000, había 104.312 personas, 41.240 cabezas de familia, y 28.785 familias residiendo en el condado. La densidad de población era de 114 habitantes por milla cuadrada.
La composición racial del condado era:
- 90,44% blancos
- 1,50% negros o negros americanos
- 0,65% nativos americanos
- 1,03% asiáticos
- 0,03% isleños
- 4,71% otras razas
- 1,64% de dos o más razas.

Había 41.240 cabezas de familia, de las cuales el 33,90% tenían menores de 18 años viviendo con ellas, el 57,50% eran parejas casadas viviendo juntas, el 9,20% eran mujeres cabeza de familia monoparental (sin cónyuge), y 30,20% no eran familias.
El tamaño promedio de una familia era de 3,00 miembros.
En el condado el 26,10% de la población tenía menos de 18 años, el 11,20% tenía de 18 a 24 años, el 28,40% tenía de 25 a 44, el 22,40% de 45 a 64, y el 11,90% eran mayores de 65 años. La edad promedio era de 35 años. Por cada 100 mujeres había 94,70 hombres. Por cada 100 mujeres mayores de 18 años había 91,20 hombres.

## Economía
Los ingresos medios de una cabeza de familia del condado eran de 42.712 USD y el ingreso medio familiar era de 52.420. Los hombres tenían unos ingresos medios de 36.333 dólares frente a 25.358 de las mujeres. El ingreso per cápita del condado era de 21.840 dólares. El 5,70% de las familias y el 8,10% de la población estaban debajo de la línea de pobreza. Del total de gente en esta situación, 8,50% tenían menos de 18 y el 6,60% tenían 65 años o más.